# سایه (فیلم ۱۹۷۱)
سایه (روسی: Тень) یک فیلم کمدی روسی است که بر پایهٔ داستانی به همین نام اثر هانس کریستیان آندرسن ساخته و در سال ۱۹۷۱ منتشر شد.

## بازیگران
- ولادیمیر اتوش
- آندری میرنف
- مارینا نیولووا
- آناستازیا ورتینسکایا
- لیودمیلا والینسکایا
- گئورگی ویتسین
- لیودمیلا گورچنکو